# Vertrag von Pelindaba
| Vertrag (von)                                                                         | Region                | Unterzeichner/ Ratifikation | Jahr Unterzeichnung/ in Kraft |
| ------------------------------------------------------------------------------------- | --------------------- | --------------------------- | ----------------------------- |
| Antarktisvertrag                                                                      | Antarktis             | 45/45                       | 1959/1961                     |
| Tlatelolco                                                                            | Lateinamerika/Karibik | 33/33                       | 1967/1968                     |
| Rarotonga                                                                             | Südpazifik            | 13/13                       | 1985/1986                     |
| Zwei-plus-Vier-Vertrag                                                                | ehem. DDR und Berlin  | 6/5*                        | 1990/1991                     |
| Atomwaffenfreie Zone Mongolei                                                         | Mongolei              | 1/1                         | 1992/2000                     |
| Bangkok                                                                               | Südostasien           | 10/10                       | 1995/1997                     |
| Pelindaba                                                                             | Afrika                | 53(54)/40                   | 1996/2009                     |
| Semei                                                                                 | Zentralasien          | 5/5                         | 2006/2009                     |
| * von allen noch existenten Vertragsparteien ratifiziert (die DDR bestand nicht mehr) |                       |                             |                               |

In Grün alle Staaten, die den Vertrag bereits ratifiziert haben, in Gelb die anderen Unterzeichnerstaaten sowie in Grau übrige afrikanische Staaten (Stand Februar 2013).

Der Vertrag von Pelindaba ist ein internationaler Vertrag, der das Testen, das Stationieren, den Besitz sowie die Herstellung von Kernwaffen in Afrika verbietet. Er wurde am 11. April 1996 von den ersten Staaten in Pelindaba in Südafrika unterzeichnet. Schon beim ersten offiziellen Treffen der Organisation für Afrikanische Einheit (OAU) 1964 war ein solcher Vertrag gefordert worden. Depositar war ursprünglich gemäß Art. 21 des Vertrages das Generalsekretariat der OAU, seit 2002 ist es das Generalsekretariat ihrer Nachfolgerin Afrikanische Union.
Der Vertrag trat am 15. Juli 2009 mit Hinterlegung der 28. Ratifikationsurkunde in Kraft. Er wurde von allen Mitgliedern der Afrikanischen Union, mit Ausnahme des erst seit 2011 unabhängigen Südsudan, unterzeichnet (insgesamt 54 Staaten einschließlich der Demokratischen Arabischen Republik Sahara) und ist bis jetzt (Stand März 2024) von 44 Staaten ratifiziert. Dies sind:
| Jahr | Staaten          | Staaten        | Staaten     | Staaten  | Staaten   | Staaten  |
| ---- | ---------------- | -------------- | ----------- | -------- | --------- | -------- |
| 1996 | Gambia           | Mauritius      |             |          |           |          |
| 1998 | Algerien         | Burkina Faso   | Mauretanien | Simbabwe | Südafrika | Tansania |
| 1999 | Botswana         | Elfenbeinküste | Mali        |          |           |          |
| 2000 | Eswatini         | Guinea         | Togo        |          |           |          |
| 2001 | Kenia            | Nigeria        |             |          |           |          |
| 2002 | Äquatorialguinea | Lesotho        |             |          |           |          |
| 2003 | Madagaskar       |                |             |          |           |          |
| 2005 | Libyen           |                |             |          |           |          |
| 2006 | Senegal          |                |             |          |           |          |
| 2007 | Benin            | Gabun          | Ruanda      |          |           |          |
| 2008 | Äthiopien        | Mosambik       |             |          |           |          |
| 2009 | Burundi          | Malawi         | Tunesien    |          |           |          |
| 2010 | Kamerun          | Sambia         |             |          |           |          |
| 2011 | Ghana            |                |             |          |           |          |
| 2012 | Guinea-Bissau    | Komoren        | Namibia     | Tschad   |           |          |
| 2013 | Republik Kongo   |                |             |          |           |          |
| 2014 | Angola           | Seychellen     | DAR Sahara  |          |           |          |
| 2017 | Niger            |                |             |          |           |          |
| 2020 | Kap Verde        |                |             |          |           |          |
| 2022 | DR Kongo         | Marokko        |             |          |           |          |

1996 wurde bekannt, dass die afrikanischen Staaten der arabischen Welt den Vertrag so lange nicht ratifizieren werden, bis Israel alle Atomwaffen zerstört hat und Kontrollen zulässt. Entgegen dieser Aussage haben Algerien, Libyen, Mauretanien, Marokko und Tunesien den Vertrag aber bereits ratifiziert.

## Diego Garcia und die Protokolle
Der Vertrag enthält drei Protokolle. Das erste Protokoll kann von den fünf offiziellen Nuklearmächten unterzeichnet und ratifiziert werden und verpflichtet diese unter anderem dazu, gegenüber den Mitgliedstaaten des Vertrages keine Nuklearwaffen anzuwenden oder deren Verwendung anzudrohen sowie nicht zu einer Verletzung des Vertrages beizutragen. Das zweite Protokoll ist ebenfalls für diese fünf Staaten offen und verpflichtet zusätzlich dazu, im Vertragsgebiet keine Kernwaffentests durchzuführen oder einen solchen Test zu unterstützen. Das dritte Protokoll betrifft Frankreich und Spanien, die im Vertragsgebiet Territorien besitzen, für die sie de jure oder de facto verantwortlich sind, und führt bei Ratifikation zur Anwendung einiger wesentlicher Vertragsbestimmungen auch in diesen Gebieten.
Das Vereinigte Königreich hat das erste und zweite Protokoll zu dem Vertrag ratifiziert, bei der Unterzeichnung der Protokolle jedoch ausdrücklich erklärt, dass es eine Anwendung des Vertrages auf das Britische Territorium im Indischen Ozean, d. h. auf Diego Garcia, ablehnt. Die USA, die Diego Garcia als Militärbasis nutzen, haben diese beiden Protokolle ebenfalls unterzeichnet, aber nicht ratifiziert: im Mai 2011 leitete Präsident Barack Obama beide Protokolle an den US-Senat mit der Bitte um Ratifikation.
Russland verweigerte bis 2011 die Ratifizierung der Protokolle, weil sie Diego Garcia einbezogen verlangten; im März 2011 erfolgte die Ratifizierung beider Protokolle unter Anerkennung der Ausnahme Diego Garcias, jedoch behält sich Russland ausdrücklich den Einsatz von Nuklearwaffen in Afrika vor, soweit Russland selber mit Nuklearwaffen angegriffen wird bzw. ein solcher Angriff bevorsteht, wenn ein afrikanischer Staat in den Angriff verwickelt ist oder aber ein Afrikanischer Staat eine Allianz  mit dem Angreifer gegen Russland gebildet hat.
Die Volksrepublik China hat das erste und zweite Protokoll unterzeichnet und ratifiziert. Frankreich hat alle drei Protokolle ratifiziert, das dritte jedoch nur unter Anbringen von Vorbehalten.  Spanien hat das dritte Protokoll weder unterzeichnet, noch ratifiziert.